# Düsseldorf-Reisholz (stacja kolejowa)
Düsseldorf-Reisholz – stacja kolejowa w Düsseldorfie, w kraju związkowym Nadrenia Północna-Westfalia, w Niemczech. Znajdują się tu 2 perony. Według klasyfikacji Deutsche Bahn posiada 4 kategorię.
| Düsseldorf-Reisholz           |  |                      |
| Linia Köln Hbf – Duisburg Hbf |  |                      |
| Düsseldorf-Benrath            |  | Düsseldorf-Eller Süd |